# Volga Group
Volga Group è una società d'investimento privata che gestisce proprietà dell'uomo d'affari e miliardario Gennadij Timčenko.

## Storia
Volga Group è stato fondato come Volga Resources nel 2007 e rinominato Volga Group nel giugno 2013. Il gruppo consolida le attività di Gennadij Timčenko e investe in servizi finanziari; industriali e costruzioni; contrattazioni e logistica; beni di consumo; ed energia. Gennadij Timčenko ha dichiarato che per i prossimi anni il suo gruppo si concentrerà sullo sviluppo di progetti infrastrutturali in Russia.

### Principali investimenti
Tra le principali attività del Gruppo Volga ci sono una partecipazione del 23% in Novatek, il secondo più grande produttore russo di gas naturale; il 15,3% della società petrolchimica Sibur, il 50% della società del gas Petromir e il 60% attraverso l'accordo tra aziende con Gunvor nella società di carbone Kolmar.
Altri investimenti includono il 63% della società di costruzioni STG Group, il 31,5% di CJSC Stroitransgaz, il 60% della compagnia ferroviaria Transoil, il 100% del produttore di bevande Aquanika, il 79% della società di legname Rörvik Timber, il 25% delle società di costruzioni ARKS Group e SK MOST Group, il 60% della società aeronautica Avia Group, il 49,1% e il 12,5% delle compagnie assicurative e Sogaz, e il 9% di Bank Rossija. Possiede anche il 50% della Hartwall Arena di Helsinki e la squadra di hockey Helsinki Jokerit.